# Jakob Höglund
Jakob Höglund, född 20 april 1981 i Jakobstad, är en finlandsvensk skådespelare, dansare och teaterregissör.
Höglund växte upp i en svenskspråkig familj och blev medlem av den lokala teaterföreningen redan under gymnasietiden. Han flyttade till Helsingfors och utbildade sig  till skådespelare på teaterhögskolan. Efter examen 2007 flyttade han till Stockholm, där han stannade i tio år.
År 2010 fick Höglund ett erbjudande att regissera en dansteaterföreställning på Wasa Teater och 2015 regisserade han Stormskärs Maja på Åbo Svenska Teater. År 2016 fick han ett uppdrag på Vasa stadsteater och fick för första gången arbeta på finska. Han tillträdde som konstnärlig ledare på Lilla Teatern i Helsingfors 
i november 2019.
Jakob Höglund tilldelades Svenska kulturfondens stora pris 2020 och 2021 var han sommarpratare i radioprogrammet Vegas sommarpratare i YLE.